# Magnolia banghamii
Espèce
Statut de conservation UICN

 DD  : Données insuffisantes
Magnolia banghamii est une espèce de plantes à fleurs de la famille des Magnoliaceae. C'est un arbre trouvé à Sumatra.

## Description
C'est un arbre.

## Répartition et habitat
L'espèce est trouvée à Sumatra.